# Kurt Furgler
Kurt Furgler (24 de junho de 1924 – 23 de julho de 2008) foi um político da Suíça. Ele foi eleito para o Conselho Federal suíço a 8 de dezembro de 1971 e terminou o mandato a 31 de dezembro de 1986. Kurt Furgler foi Presidente da Confederação Suíça em 1977, 1981 e 1985.

## Governo
Durante a sua presidência, defendeu a integração europeia da Suíça e, em 1982, assinou a Declaração do Luxemburgo, que apelava a uma cooperação mais estreita entre a União Europeia e a Associação Europeia de Comércio Livre (EFTA). Dr. Furgler exigiu um governo central forte, mas não conseguiu estabelecer uma polícia federal suíça devido à forte oposição da esquerda e das forças confederadas da direita.
Em setembro de 1982, ele era o chefe da força-tarefa especial para a situação dos reféns na embaixada polonesa em Berna. Controversamente, ele aprovou a cópia clandestina de documentos diplomáticos poloneses.
Em novembro de 1985, ele afirmou seu importante papel representativo nas relações internacionais ao receber o presidente americano Ronald Reagan, com a primeira-dama Nancy Reagan e o secretário-geral do Partido Comunista da União Soviética Mikhail Gorbachev, para a primeira rodada da cúpula de controle de armas em Genebra.
Kurt Furgler renunciou inesperadamente em 1986.